# Montsûrs
Montsûrs is een plaats en gemeente in het Franse departement Mayenne in de regio Pays de la Loire. De plaats maakt deel uit van het arrondissement Laval. Montsûrs telde op 1 januari 2022 3.192 inwoners.

## Geschiedenis
Montsûrs was de hoofdplaats van het gelijknamige kanton tot op 22 maart 2015 het kanton werd opgenomen en de gemeente deel ging uitmaken van het kanton Évron. Op 1 januari 2017 fuseerde Montsûrs met de aangrenzende gemeente Saint-Céneré tot de commune nouvelle Montsûrs-Saint-Cénéré. Op 1 januari 2019 fuseerde deze gemeente met Deux-Évailles, Montourtier en Saint-Ouën-des-Vallons tot de huidige commune nouvelle Montsûrs.

## Geografie
De oppervlakte van Montsûrs bedroeg op 1 januari 2022 68,14 vierkante kilometer; de bevolkingsdichtheid was toen 46,8 inwoners per km².

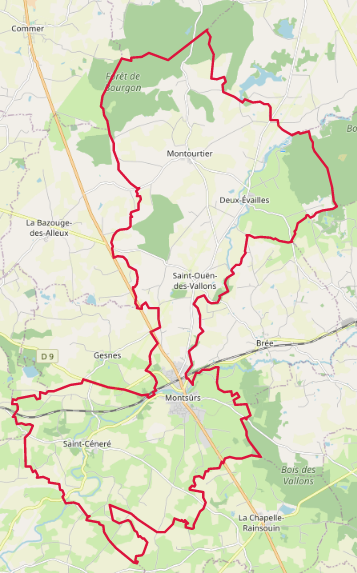
Kaart van de fusiegemeente met de belangrijkste infrastructuur en omliggende gemeenten

## Verkeer en vervoer
In de gemeente ligt de spoorweghalte Montsûrs.
Deux-Évailles · Montourtier · Montsûrs · Saint-Céneré · Saint-Ouën-des-Vallons